# El Otatal
El Otatal är en ort i Mexiko.   Den ligger i kommunen Tonalá och delstaten Chiapas, i den sydöstra delen av landet, 700 km sydost om huvudstaden Mexico City. El Otatal ligger 16 meter över havet och antalet invånare är 205.
Terrängen runt El Otatal är platt åt sydväst, men åt nordost är den kuperad. Runt El Otatal är det ganska glesbefolkat, med 50 invånare per kvadratkilometer. Närmaste större samhälle är Tonalá, 9,0 km öster om El Otatal. Omgivningarna runt El Otatal är en mosaik av jordbruksmark och naturlig växtlighet.